# Simone Ferraz
Simone Ferraz, född 12 mars 1990, är en friidrottare från Brasilien. Hon deltog vid olympiska sommarspelen 2020.